# Marat Shahmetov
Marat Shahmetov (in kazako Марат Шахметов?; 6 febbraio 1989) è un calciatore kazako, centrocampista del Han-Táńiri.

## Palmarès

### Club

#### Competizioni nazionali
- Coppa del Kazakistan: 2

Astana: 2010, 2012
- Supercoppa del Kazakistan: 1

Astana: 2011